# Ur & Penn
Ur&Penn AB är en svensk butikskedja som säljer klockor, smycken och bijouterier. Den grundades 1943 av Erling Persson och kom senare att fungera som ett dotterbolag till Hennes & Mauritz.
Ur&Penn förvärvades sedan av entreprenören Ayad Al Saffar 2002, när kedjan drev ett 40-tal butiker. Idag finns butikskedjan både i Sverige och Finland med över 100 butiker samt e-handel.